# Tegher
Tegher – wieś w Armenii, w prowincji Aragacotn. W 2011 roku liczyła 57 mieszkańców.